# Al Downing
'Big' Al Downing (Oklahoma, 9 januari 1940 - Massachusetts, 4 juli 2005) was een Amerikaanse entertainer, zanger, songwriter en pianist.

## Carrière

### De jaren 1960
Downing begon zijn carrière met het spelen van piano en zang in Bobby Poe & the Poe Kats, de vroege achtergrondband van countryzangeres Wanda Jackson. Zijn piano werkte mee aan de single Let's Have a Party (1960, #32 Britse hitlijst) en haalde de Amerikaanse top 40. 
Downing bereikte de Billboard Hot 100 met You'll Never Miss the Water (Till the Well Runs Dry) (1963), een duet met Little Esther Phillips. Na de publicatie van deze single tekende hij bij Warner Bros. Records. 

### De jaren 1970
In 1974 nam Downing de single I'll Be Holding On op, die zich drie weken op de toppositie plaatste van de discohitlijst. Bovendien was het nummer een hit in Europa. De single haalde de 31e plaats in de soulhitlijst en de 85e plaats in de Billboard Hot 100.
Downings populariteit groeide verder en hij had verscheidene hits in de countryhitlijst tussen 1978 en 1989. Hij vergaarde een lijst eigen songs, die hij aanbood aan zijn producent bij Warner Bros. Records. In 1978 bereikte Mr. Jones de top 20, gevolgd door Touch Me (I'll Be Your Fool Once More) in 1979. In hetzelfde jaar produceerde Downing Midnight Lace en I Ain't No Fool, die zich plaatsten in de hitlijst. In 1980 bereikte Story Behind the Story de top 40 en Bring It On Home de top 20.

### De jaren 1980
Er gingen twee jaar voorbij voordat Downing een andere hit maakte bij Team Records. In 1982 haalde I'll Be Loving You de top 50, gevolgd door Darlene, die niet verder kwam dan onder de top 60. Het daaropvolgende jaar haalde It Takes Love de top 40, gevolgd door Let's Sing About Love rond de top 60. In 1984 werd The Best Of Families een top 50-hit. In hetzelfde jaar bracht Downing zijn laatste hit There'll Never Be A Better Night For Being Wrong uit bij Team Records.
In 1987 tekende Big Al bij Vine Street Records, dat Oh How Beautiful You Are (To Me) en Just One Night Won't Do uitbracht, die beiden de top 70 haalden. Twee jaar later tekende hij bij Door Knob Records, waar hij de top 100-hit I Guess By Now (1989) produceerde.
De populaire entertainer Fats Domino nam de twee door Downing geschreven songs Mary, Oh Mary en Heartbreak Hill op. Ook Bobby 'Blue' Bland en Tom Jones namen Downings songs op.

## Verdere carrière
Downing bouwde een 50-jarige carrière op rond zijn krachtige zangstem en zijn rockabilly-pianostijl. Downings compilaties van vroege werken werden over de hele wereld uitgebracht. In Europa verwierf Crazy Music Records de exclusieve rechten voor de Team Records-opnamen en bracht deze uit als de 2 cd-compilatie Classic Collection, waarin ook sommige van Downings vroegere hits voorkwamen, waaronder Mr. Jones.
In juli 2002 speelde hij bij het Oneida Casino's Rock'n'Roll Festival in Green Bay (Wisconsin) met een groot aantal andere rockabilly-hits.
In 2003 bracht Downing zijn eerste nieuwe album One of a Kind uit na meer dan tien jaar. Het album kreeg positieve radio- en publicatie-recensies. Het werd derde bij de American Roots Country en werd geprezen voor het bevatten van 14 gedenkwaardige nummers. Hij ging verder met het geven van regelmatige optredens bij de Grand Ole Opry. In 2000 werd hij genomineerd als lid van de Rockabilly Hall of Fame en de Oklahoma Music Hall of Fame.
Downing ging verder met optreden bij meer dan 75 evenementen per jaar in de resterende jaren van zijn leven. Hij trad op bij het prestigieuze Havelock Country Jamboree in Ontario met Kenny Rogers en Roy Clark. In 2005 annuleerde hij een Europese tournee die gepland was voor 1 juli in Oostenrijk. 

### Als producer
Big Al had ook een uitgebreide ervaring als producent, met dank aan zijn kennis van meerdere muziekstijlen. Tijdens de late jaren 1990 en de vroege jaren 2000 werkte hij met verschillende Europese muzikanten als A&R-man. In 2003 produceerde hij het album StraightBeat bij GreenRecords met de Italiaanse bluesman Edo 'Ndoss, die sommige niet uitgebrachte nummers zong van Big Al. Big Al speelde ook piano bij een nummer, dat zijn laatste opname scheen te zijn en een jaar later, een tijdje voordat de cd-tournee werd gepland, begon zijn gezondheid te verslechteren.

## Muziekstijl
Downings muziekstijl vond zijn roots in een mengeling van rock-'n-roll, blues, rootsrock, gospelmuziek en country. Hij vertolkte r&b en disco tijdens de jaren 1960 en 1970, toen hij woonde in Washington D.C. Hij verlangde uiteindelijk terug naar zijn muzikale roots en keerde weer terug naar de countrymuziek.

## Overlijden
Downing werd in 2005 opgenomen in het ziekenhuis en hoorde de diagnose acute leukemie. Spoedig daarna begon hij met chemotherapie. Al Downing overleed op 4 juli 2005 op 65-jarige leeftijd.

## Discografie

### Singles
- 1958:	Down On the Farm
- 1962:	The Story of My Life
- 1963:	You Never Miss Your Water
- 1963: If You Want It
- 1975: I'll Be Holding On
- 1976: I Love to Love
- 1978:	Mr. Jones
- 1979:	Touch Me (I'll Be Your Fool Once More)
- 1979: Midnight Lace
- 1979: I Ain't No Fool
- 1980:	The Story Behind the Story
- 1980: Bring It On Home
- 1982:	I'll Be Loving You
- 1982: Darlene
- 1983:	It Takes Love
- 1983: Let's Sing About Love
- 1984:	The Best of Families
- 1984: There'll Never Be a Better Night for Bein' Wrong
- 1987:	How Beautiful You Are (To Me)
- 1987: Just One Night Won't Do
- 1989:	I Guess By Now

### Albums
- 1971:	Big Al Downing and His Friends (Collector)
- 1982:	Big Al Downing 22 (Team)
- 1987:	Big Al Downing & the Poe Kats (Jumble)
- 1988:	Rockin' 'n' Rollin (Rollercoaster)
- 1994:	Back to My Roots (Orchard)
- 1994: Rockin' Down the Farm (Eagle)
- 1996:	Rockin' & Rollin' (Schoolkids)
- 1997:	Classic Collection (Crazy Music Austria)
- 1998:	Rockin' Down the Farm Vol. 2 (Eagle)
- 2003:	US Greatest Hits, Vol. 1 (Orchard)
- 2003: One of a Kind (Hayden's Ferry)
- 2007:	Live at XM Radio (Crazy Music Austria)
- 2008:	Best of the Early Years

- Biblioteca Nacional de España: XX1798192
- Bibliothèque nationale de France: cb14173034c (data)
- Gemeinsame Normdatei: 135079381
- International Standard Name Identifier: 0000 0001 1449 4767
- Library of Congress Control Number: no2003073922
- MusicBrainz: f30cc1dc-5a66-41ff-8009-62dddba609d0
- Nationale Bibliotheek van Israël: 987007315233805171
- Istituto Centrale per il Catalogo Unico: DDSV228197
- SNAC: w6m043dj
- Virtual International Authority File: 79952161
- WorldCat: E39PBJwMGcDTYFg4BycbfpFVG3